# Шерлова Гора
Ше́рлова Гора́ (рос. Шерловая Гора) — селище міського типу у складі Борзинського району Забайкальського краю, Росія. Адміністративний центр та єдиний населений пункт Шерловогорського міського поселення.

## Населення
Населення — 12489 осіб (2010; 14623 у 2002).